# گمینا کولبوده
گمینا کولبوده (به لهستانی:  Gmina Kolbudy) یک گمینا در لهستان است که در شهرستان گدانسک واقع شده‌است. گمینا کولبوده ۸۲٫۸ کیلومتر مربع مساحت و ۱۲٬۰۴۲ نفر جمعیت دارد.

## خواهرخوانده
شهر اوفنهایم خواهرخواندهٔ گمینا کولبوده هست.